# Miradouro de Nossa Senhora da Conceição

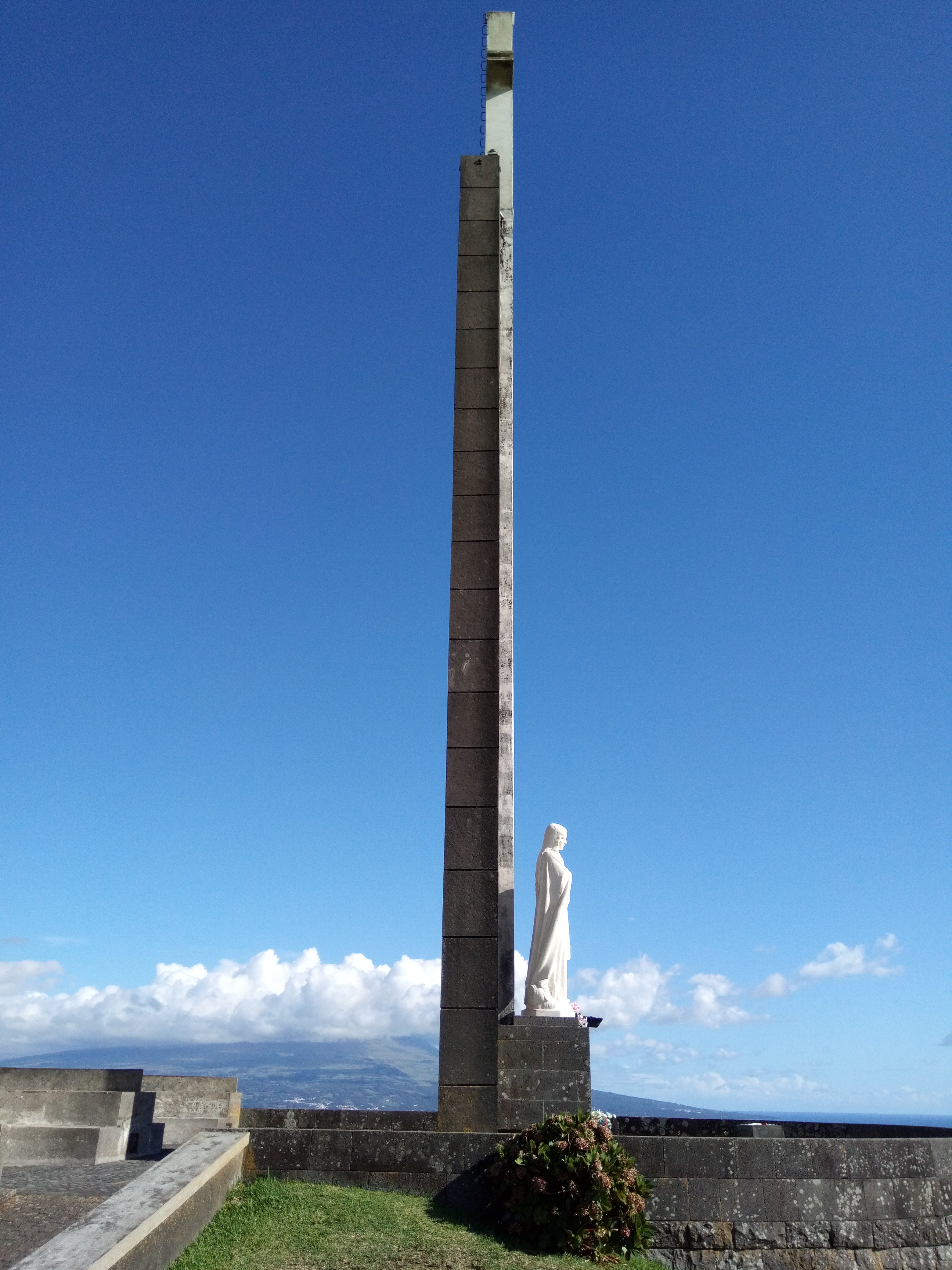
Monumento a Nossa Senhora da Conceição, Horta, ilha do Faial, Açores, Portugal.

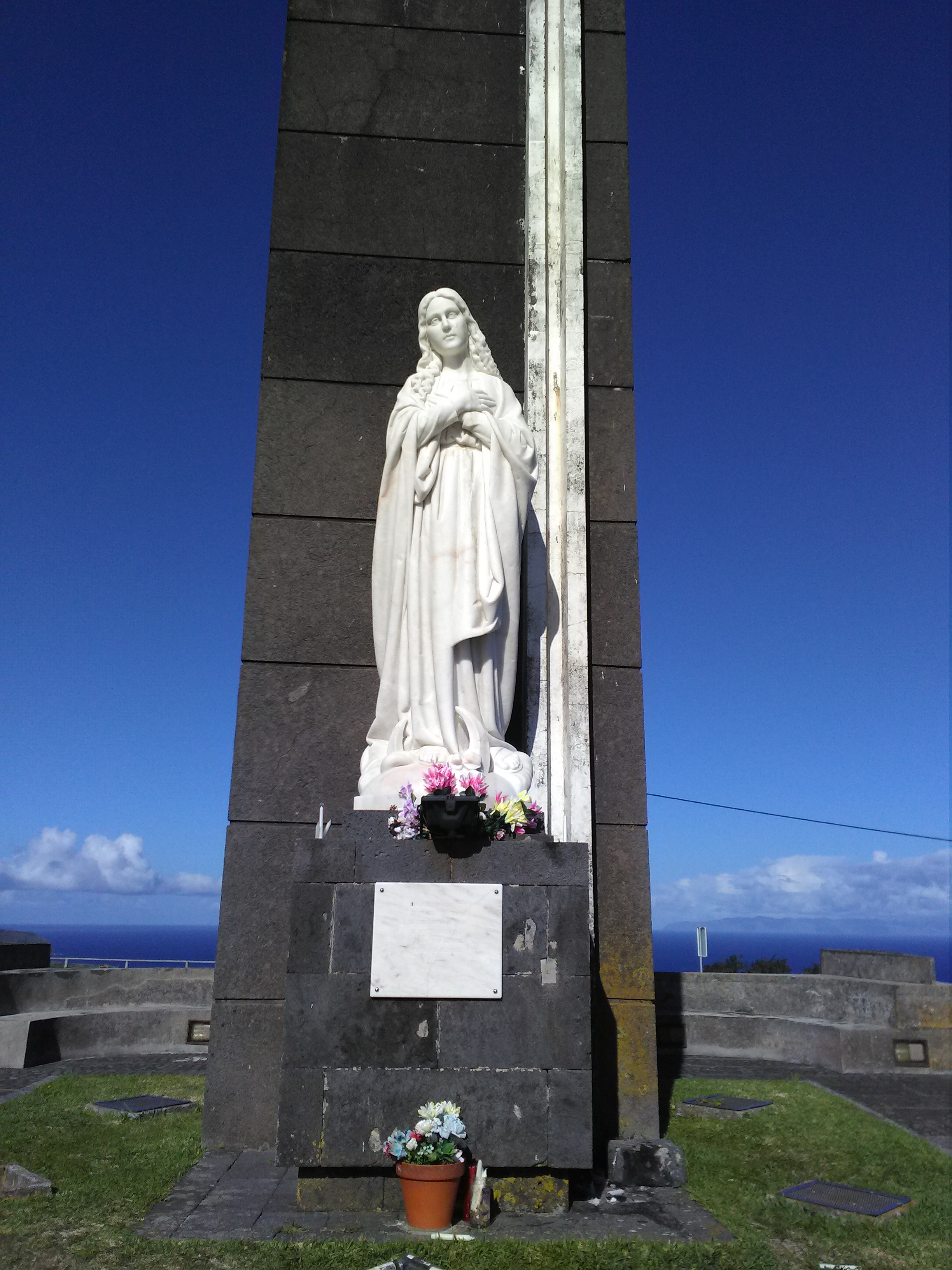
Monumento a Nossa Senhora da Conceição, Horta, ilha do Faial, Açores, Portugal.

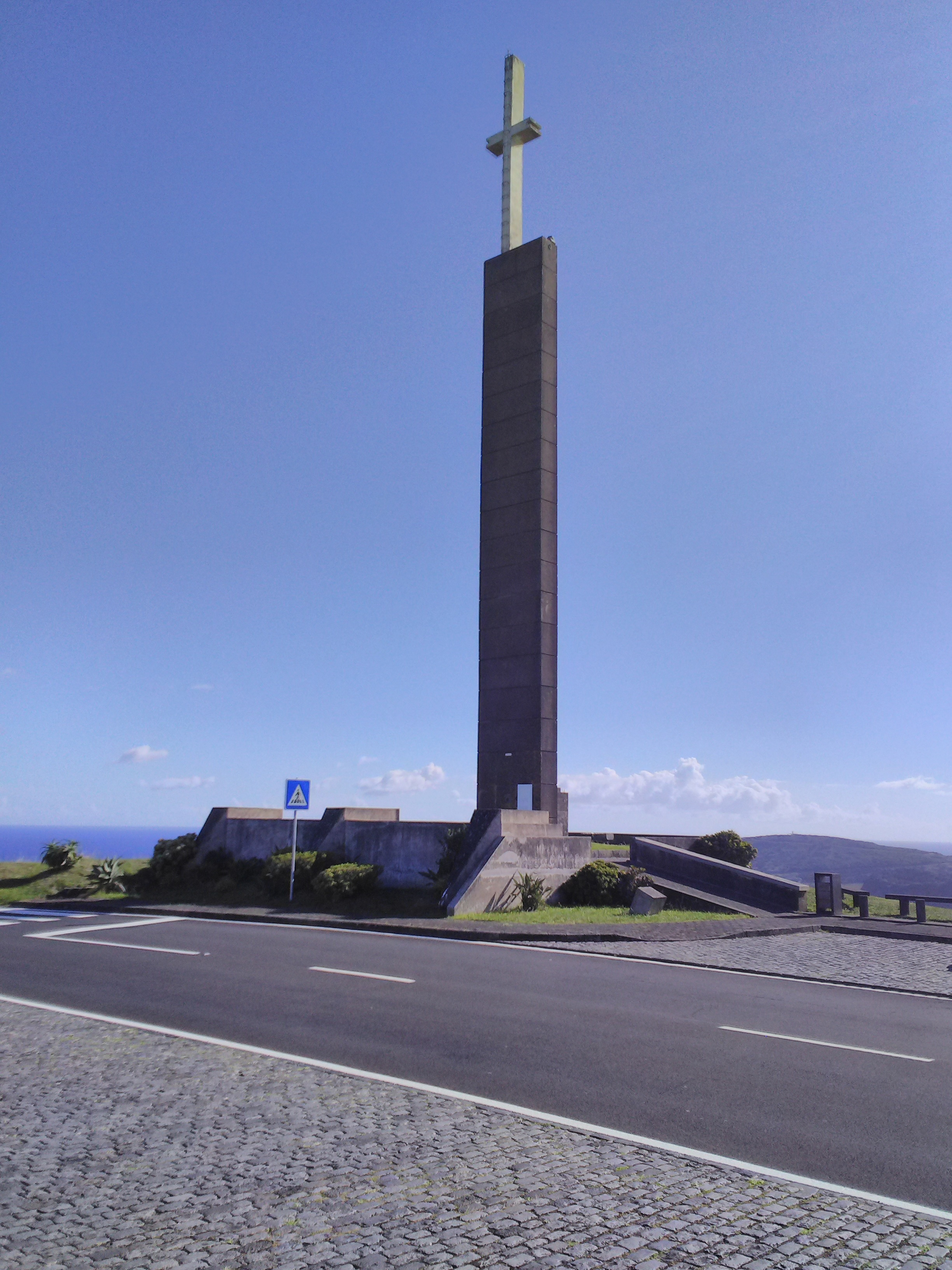
Monumento a Nossa Senhora da Conceição, Horta, ilha do Faial, Açores, Portugal.

O Miradouro de Nossa Senhora da Conceição localiza-se na Ponta da Espalamaca, freguesia da Conceição, cidade e concelho da Horta, ilha do Faial, Região Autónoma dos Açores, em Portugal.
Vizinho ao Monumento de Nossa Senhora da Conceição, de seu sítio avista-se de um lado o centro histórico da cidade e a baía da Horta e, do outro, a Praia do Almoxarife, avistando-se também a vizinha Ilha do Pico e o ponto mais alto de Portugal, a montanha do Pico. Em dias claros avistam-se ainda as ilhas de  São Jorge e da Graciosa.
O Monumento de Nossa Senhora da Conceição é composto por uma imagem da Senhora da Conceição esculpida em mármore branco, com cerca de 3 metros de altura, pesando cerca de 4 toneladas, junto a uma cruz com 28,65 metros de altura. O monumento, inaugurado em 13 de maio de 1962, erguia-se então a apenas 18 metros, tendo ruído durante um violento temporal de 6 para 7 de novembro de 1969. A construção da atual cruz foi concluída em 27 de setembro de 1972. 